# معايير التحول إلى اليورو
معايير التحول إلى اليورو (المعروفة أيضًا باسم معايير ماستريخت) هي المعايير التي يتوجب على الدول الأعضاء في الاتحاد الأوروبي الوفاء بها للدخول في المرحلة الثالثة من الوحدة الاقتصادية والنقدية (EMU) وتبني اليورو كعملة لها. المعايير الأربعة الرئيسية، والتي تتألف في الواقع من خمسة معايير حيث يتكون "المعيار المالي" من معيارين هما "معيار الدين" و"معيار العجز"، تستند إلى المادة 140 (المادة 121.1 سابقاً) من معاهدة عمل الاتحاد الأوروبي.
على الرغم من أن العضوية الكاملة في الاتحاد النقدي الأوروبي مقتصرة على الدول الأعضاء في الاتحاد الأوروبي، إلا أن الدول الأوروبية الصغيرة والتي ليست أعضاء في الاتحاد الأوروبي (وهي أندورا وموناكو وسان مارينو ومدينة الفاتيكان) وقعت اتفاقيات نقدية مع الاتحاد الأوروبي تسمح لها بتبني اليورو رسميًا وإصدار نسخها الخاصة من نقود اليورو المعدنية. حيث أن جميع هذه الدول كانت قد استخدمت سابقاً إحدى عملات منطقة اليورو التي حل اليورو محلها، أو عملة مرتبطة بواحدة منها. هذه الدول ليست أعضاء في منطقة اليورو ولا تحصل على مقعد في البنك المركزي الأوروبي أو مجموعة اليورو.
جميع الدول الأعضاء في الاتحاد الأوروبي ملزمة بالالتزام بميثاق الاستقرار والنمو ‏ (SGP) وذلك كجزء من معاهدة الاتحاد الأوروبي. حيث يعمل هذا الميثاق كإطار لضمان استقرار الأسعار والمسؤولية المالية، وقد تبنى حدودًا متطابقة لعجز موازنة الحكومات وديونها كمعايير للتحول. وبما أن العديد من الدول لم تمارس مستوى كافي من المسؤولية المالية خلال السنوات العشر الأولى من عمر اليورو، فقد تم مؤخرا تقديم إصلاحين رئيسيين لاتفاقية الاستقرار والنمو. كان الإصلاح الأول هو حزمة الإصلاحات السداسية ‏ التي دخلت حيز التنفيذ في ديسمبر 2011، وتبعها في يناير 2013 الميثاق المالي الأكثر طموحاً، والذي وقعته 25 دولة من أصل 27 دولة عضو في الاتحاد الأوروبي آنذاك.
من المتوقع أن تشارك الدول في آلية سعر الصرف الأوروبية (ERM-II) لمدة عامين قبل الانضمام إلى اليورو.

## المعايير
حددت معاهدة ماستريخت، التي تم توقيعها في فبراير 1992 ودخلت حيز التنفيذ في 1 نوفمبر 1993معايير التحول الخمسة التي يتعين على الدول الأعضاء في الاتحاد الأوروبي الالتزام بها من أجل اعتماد اليورو. وكان الهدف من تحديد المعايير هو تحقيق استقرار الأسعار داخل منطقة اليورو وضمان عدم تأثرها سلباً عند انضمام دول جديدة. وقد تم تحديد إطار المعايير الخمسة في المادة 109ج.1 من معاهدة ماستريخت، والبروتوكول المرفق بشأن معايير التحول وبروتوكول إجراءات العجز المفرط. تمت إعادة ترقيم المادة الأصلية للمعاهدة لاحقًا لتصبح المادة 121.1 من معاهدة أمستردام،  ثم تمت إعادة ترقيمها مرة أخرى لاحقًا لتصبح المادة 140 من معاهدة عمل الاتحاد الأوروبي. وباستثناء إعادة الترقيم، لم يطرأ أي تغيير كبير على محتوى "مادة معايير التحول" وتمت إحالتها إلى بروتوكول معايير التحول وبروتوكول إجراءات العجز المفرط. وقد تم تطوير التعريف الدقيق وطريقة قياس الامتثال لاحقًا من قبل معهد النقد الأوروبي ‏ (والذي حل محله لاحقاً البنك المركزي الأوروبي) في تقاريره الثلاثة الأولى التي نُشرت في أبريل 1995 ونوفمبر 1995 ونوفمبر 1996. تم تلخيص التعريف الكامل للمعايير الخمسة كما يلي:
1. التضخم في مؤشر أسعار المستهلك المنسق  [لغات أخرى]‏ (متوسط المعدلات السنوية لمدة 12 شهر): لا يجوز أن تتجاوز القيمة المرجعية لمؤشر أسعار المستهلك المنسق، والتي يتم حسابها بحلول نهاية الشهر الأخير مع البيانات المتاحة كمتوسط حسابي غير مرجح لمعدلات التضخم المنسقة المماثلة في الدول الأعضاء في الاتحاد الأوروبي الثلاث ذات أدنى معدل تضخم في مؤشر أسعار المستهلك المنسق بالإضافة إلى 1.5 نقطة مئوية. ومع ذلك، فإن الدول الأعضاء في الاتحاد الأوروبي التي يقل معدل مؤشر أسعار المستهلك فيها بشكل كبير عن متوسط منطقة اليورو (وقبل عام 1999 أقل من "المعدلات المماثلة في الدول الأعضاء الأخرى")، لا تتأهل كدولة مرجعية للقيمة المرجعية وسيتم تجاهلها إذا أمكن إثبات أن تطورات أسعارها تأثرت بشدة بعوامل استثنائية (مقا التخفيضات الشديدة في الأجور أو التطورات الاستثنائية في أسواق الطاقة/الغذاء/العملة أو الركود القوي).[4] على سبيل المثال، في تقييم أبريل 2014: وجد أن اليونان وبلغاريا وقبرص، حيث كانت قيم مؤشر أسعار المستهلك أقل من متوسط منطقة اليورو بنحو 2.2 و1.8 و1.4 نقطة مئوية على التوالي، قد عانت جميعها من عوامل استثنائية، وبالتالي استنتج أنها حالات شاذة، مما تسبب في حساب حد المرجع بدلاً من ذلك على أساس قيم مؤشر أسعار المستهلك من الدول الثلاث التي لديها رابع إلى سادس أدنى قيم مؤشر أسعار المستهلك في الاتحاد الأوروبي.[5]
2. العجز في الموازنة الحكومية: لا يجوز أن تتجاوز نسبة العجز الحكومي العام السنوي نسبة إلى الناتج المحلي الإجمالي بأسعار السوق 3% في نهاية السنة المالية السابقة (بناءً على البيانات المقاسة المعلنة) ولا في أي من السنتين التاليتين (بناءً على بيانات التوقعات المنشورة من قبل المفوضية الأوروبية). إذا كان العجز "أعلى قليلاً من الحد" (كما حددته ممارسة التقييم سابقًا بمعنى العجز في النطاق من 3.0 إلى 3.5%[6])، فلن يتم قبولها كقاعدة قياسية ما لم يكن من الممكن إثبات أن "نسبة العجز انخفضت بشكل كبير ومستمر قبل الوصول إلى المستوى القريب من حد 3%" أو "أن الزيادة الطفيفة في نسبة العجز فوق حد 3% ناجمة عن ظروف استثنائية ولها طبيعة مؤقتة (أي نفقات لمرة واحدة ناجمة عن تباطؤ اقتصادي كبير، أو نفقات لمرة واحدة ناجمة عن تنفيذ إصلاحات اقتصادية ذات تأثير إيجابي في الأمد المتوسط/الطويل)".[2][7][8] إذا وجدت المفوضية أن دولة ما انتهكت معايير العجز، فإنها ستوصي مجلس الاتحاد الأوروبي بفتح تحقيق في عجز الموازنة والذي لن يتم إلغاؤه مرة أخرى إلا عندما تمتثل الدولة لمعياري العجز والديون معاً.
3. نسبة الدين الحكومي إلى الناتج المحلي الإجمالي: لا يجوز أن تتجاوز نسبة الدين الحكومي الإجمالي (الموحد بين قطاعات الحكومة العامة وداخلها ومقاساً بقيمته الاسمية المستحقة في نهاية العام) إلى الناتج المحلي الإجمالي بأسعار السوق نسبة 60% في نهاية السنة المالية السابقة. أو إذا تجاوزت نسبة الدين إلى الناتج المحلي الإجمالي حد 60%، فيجب على الأقل اعتبار النسبة "منخفضة بدرجة كافية ويجب أن تقترب من القيمة المرجعية بوتيرة مرضية".[7] وقد تم تعريف هذه "الوتيرة المرضية" وتشغيلها من خلال صيغة حسابية محددة، مع دخول قاعدة معيار خفض الديون الجديدة حيز التنفيذ في ديسمبر 2011، والتي تتطلب من الدول التي تنتهك حد 60% أن تقدم - إما لفترة السنوات الثلاث السابقة أو المستقبلية - خفضًا سنويًا لنسبة الدين إلى الناتج المحلي الإجمالي بنسبة لا تقل عن 5% من الجزء من القيمة المرجعية الذي يتجاوز حد 60%. إذا تم انتهاك حد الستين بالمائة وقاعدة "معيار خفض الديون"، فإن المفوضية سوف تتحقق أخيرًا مما إذا كان الانتهاك ناجمًا فقط عن أسباب خاصة معينة معفاة (أي مدفوعات رأس المال لإنشاء آليات الاستقرار المالي المشتركة، مثل آلية الاستقرار الأوروبي) - لأنه إذا كان الأمر كذلك فإنها ستحكم بعد ذلك بـ "الامتثال المعفي". إذا وجدت المفوضية أن دولة ما قد انتهكت معايير الدين (دون أن يكون هذا الانتهاك ناتجًا فقط عن "أسباب معفاة")، فإنها ستوصي مجلس الاتحاد الأوروبي بفتح عملية تسوية الديون المخالفة، والتي لن يتم إلغاؤها مرة أخرى إلا عندما تمتثل الدولة لمعياري العجز والديون معاً.[9]
4. استقرار سعر الصرف: لا ينبغي للدول المتقدمة بطلب الانضمام أن تخفض قيمة سعر الصرف المركزي لعملتها المرتبطة باليورو خلال العامين السابقين، وبالنسبة لنفس الفترة، يعتبر سعر صرف العملة مستقراً دون "توترات حادة". وكشرط ثالث، من المتوقع المشاركة في آلية سعر الصرف الأوروبية في إطار النظام النقدي الأوروبي  [لغات أخرى]‏ (EMS) لمدة عامين متتاليين،[10] على الرغم من أنه وفقًا للمفوضية الأوروبية "يمكن أخذ استقرار سعر الصرف خلال فترة عدم المشاركة قبل الدخول في آلية سعر الصرف الأوروبية بعين الاعتبار".[11] على سبيل المثال، تم اعتبار إيطاليا محققة لمعايير التحول خلال 15 شهرًا فقط كعضو في آلية سعر الصرف الأوروبية كما تم قياسه في اليوم الأخير من فترة مراجعة تقرير التحول.[12] في الوقت نفسه خلصت المفوضية الأوروبية إلى أن عضوية قبرص ومالطا ولاتفيا لمدة 18 شهرًا في فترة المراجعة التي انتهت في 31 أكتوبر 2006 كانت غير كافية.[13] وبحلول عام 2014، كانت جميع الحالات الـ 29 التي تم فيها الالتزام بالمعايير الفرعية لطول عضوية آلية سعر الصرف الأوروبية متوافقة مع المفوضية، وكانت هذه الحالات تحمل الملاحظة المشتركة، وهي أن الدولة تجاوزت الحد الأدنى لمدة عامين كاملين من عضوية آلية سعر الصرف الأوروبية إما قبل تاريخ الموافقة النهائية (بعد حوالي 1.5 شهر من نشر تقرير التحول) حيث سيتم تحديد سعر صرف عملتها بشكل لا رجعة فيه من قبل مجلس الاتحاد الأوروبي أو بحلول أول تاريخ ممكن لاعتماد اليورو بعد نشر تقرير التحول.
5. أسعار الفائدة طويلة الأجل (متوسط العائدات على سندات الحكومة لمدة 10 سنوات في العام الماضي): لا يجب أن تكون أعلى من المتوسط الحسابي غير المرجح لعائدات سندات الحكومة المماثلة لمدة 10 سنوات في الدول الأعضاء الثلاث في الاتحاد الأوروبي ذات أدنى معدل تضخم في مؤشر أسعار المستهلك (بعد أن تكون مؤهلة كدول مرجعية لحساب القيمة المرجعية لمؤشر أسعار المستهلك). إذا كانت أي من الدول الأعضاء الثلاث في الاتحاد الأوروبي المعنية تعاني من أسعار فائدة أعلى بكثير من "متوسط سعر الفائدة في منطقة اليورو المرجح بالناتج المحلي الإجمالي"، وفي نفس الوقت بحلول نهاية فترة التقييم لا تتمتع بإمكانية الوصول الكامل إلى التمويل من أسواق الإقراض المالي (ستكون هذه هي الحال طالما كانت الدولة غير قادرة على إصدار سندات حكومية جديدة بأجل استحقاق 10 سنوات - بدلاً من ذلك تعتمد على الصرف من برنامج إنقاذ دولة ذات سيادة)، فلن تكون هذه الدولة مؤهلة كدولة مرجعية للقيمة المرجعية؛ والتي سيتم حسابها بعد ذلك فقط بناءً على بيانات من أقل من 3 دول أعضاء في الاتحاد الأوروبي.[14] على سبيل المثال، تبين أن أيرلندا كانت من البلدان الشاذة في أسعار الفائدة غير المؤهلة لحساب القيمة المرجعية في شهر التقييم مارس 2012، عندما تم قياسها على أنها تتمتع بمتوسط سعر فائدة طويل الأجل أعلى من متوسط منطقة اليورو بنحو 4.71 نقطة مئوية - في حين لم يكن لديها في الوقت نفسه وصول كامل إلى أسواق الإقراض المالي.[15] عندما تم تقييم أيرلندا مرة أخرى في أبريل 2013، لم تعد تعتبر من البلدان الشاذة، وذلك بسبب نشر متوسط سعر فائدة طويل الأجل أعلى من متوسط منطقة اليورو بنحو 1.59 نقطة مئوية فقط - في حين استعادت أيضاً الوصول الكامل إلى أسواق الإقراض المالي خلال آخر 1.5 شهر من فترة التقييم.[16] ظهر مثال أخير ذو صلة في أبريل 2014، عندما تبين أيضًا أن البرتغال ليست من البلدان الشاذة في أسعار الفائدة، وذلك بسبب نشر متوسط سعر فائدة طويل الأجل أعلى بنحو 2.89 نقطة مئوية من متوسط منطقة اليورو - في حين استعادت الوصول الكامل إلى أسواق الإقراض المالي خلال آخر 12 شهرًا من فترة التقييم.[5]

ينشر البنك المركزي الأوروبي تقرير التحول كل عامين على الأقل للتحقق من مدى الامتثال للمعايير وذلك للدول الأعضاء في الاتحاد الأوروبي التي تطمح إلى اعتماد اليورو. تم نشر أول تقرير كامل للتحول في نوفمبر 1996، والذي خلص إلى أن 3 دول فقط من أصل 15 دولة عضو في الاتحاد الأوروبي (الدنمارك ولوكسمبورغ وأيرلندا) كانت متوافقة تماماً مع المعايير في تلك المرحلة الزمنية. وبما أن أغلبية الدول لم تلتزم بالقرار، فقد قرر المجلس تأجيل إدخال اليورو لمدة عامين حتى الأول من يناير 1999. وفي مارس 1998، خلص تقرير تحول ثان أكثر إيجابية إلى أن 11 من بين 12 دولة متقدمة كانت مستعدة للتقديم الإلكتروني لليورو في الأول من يناير 1999، ولم تفشل سوى اليونان في التأهل بحلول الموعد النهائي. وقد أسفرت تقارير التقارب اللاحقة حتى الآن عن امتثال 9 دول أعضاء إضافية في الاتحاد الأوروبي لجميع المعايير واعتماد اليورو (اليونان وسلوفينيا وقبرص ومالطا وسلوفاكيا وإستونيا ولاتفيا وليتوانيا وكرواتيا). وقد وفي تقرير التحول الذي تم نشره في يونيو 2014 الذي يغطي الفترة من مايو 2012 إلى أبريل 2014 تم الإشارة إلى أن ليتوانيا تمكنت من الامتثال الكامل وبالتالي أصبحت العضو التاسع عشر في منطقة اليورو. يحق لأي دولة عضو في الاتحاد الأوروبي ولم تتبنى اليورو بعد أن تطلب من البنك المركزي الأوروبي عندما تعتقد أنها استوفت جميع معايير التقارب الاقتصادي والقانوني إجراء فحص امتثال محدث، وذلك على اعتبار أن بما أن القيم المرجعية للتضخم في مؤشر أسعار المستهلك وأسعار الفائدة طويلة الأجل تتغير على أساس شهري. على سبيل المثال طلبت لاتفيا إجراء مثل هذا الفحص الاستثنائي للامتثال في مارس 2013 (خارج الفترة الزمنية المنتظمة التي تبلغ عامين للتقييمات التلقائية).
في عام 2009، ورد في تقرير سري لصندوق النقد الدولي أنه بسبب الركود الكبير من الأفضل لمجلس الاتحاد الأوروبي دراسة إمكانية منح الدول الأعضاء الجديدة في الاتحاد الأوروبي التي تواجه صعوبة في الامتثال لجميع معايير التقارب الخمسة خيار "التبني الجزئي" لليورو، وذلك بشكل مشابه للاتفاقيات النقدية الموقعة مع الدول الأوروبية الصغيرة خارج الاتحاد الأوروبي. حيث في حال تفعيل هذا الخيار ستحصل هذه الدول على الحق في تبني اليورو وإصدار نسخة وطنية من عملات اليورو المعدنية، ولكنها لن تحصل على مقعد في البنك المركزي الأوروبي أو مجموعة اليورو حتى تفي بجميع معايير التقارب. ولكن الاتحاد الأوروبي لم يتبنى عملية الانضمام البديلة هذه.